# Casa de Haçane-Jalaliã
Haçane-Jalaliã (em armênio/arménio:  Հասան-Ջալալյաններ) foi uma dinastia armênia medieval que governou partes do sul do Cáucaso. A partir do início do século XIII, a família dominou Khachen (Grande Artsaque), onde hoje são as regiões do Baixo Carabaque, Alto Carabaque e Siunique, na Armênia moderna. A família foi fundada por Haçane-Jalal Daulá, um príncipe feudal armênio de Khachen. Os haçane-jalálidas mantiveram sua autonomia ao longo de vários séculos de dominação estrangeira nominal dos turcos seljúcidas, persas e mongóis. Eles, juntamente com os outros príncipes armênios e meliques de Khachen, viam-se como detentores do último bastião da independência armênia na região.
Através do patrocínio de igrejas e mosteiros, a cultura armênia floresceu na região. No final do século XVI, a família Haçane-Jalaliã ramificou-se para estabelecer principados nas proximidades de Gulistão e Jeraberde. Junto com os melicados governados separadamente de Varanda e Dizaque, esses cinco principados formaram os cinco Melicados de Carabaque, também conhecidos como Melicados de Camsa.